# Patrulaterul roșu
Patrulaterul roșu este formula prin care presa a denumit coaliția politică naționalistă dintre PDSR (actualul PSD), PRM, PUNR și PSM din timpul guvernării Văcăroiu. PRM era reprezentat la guvernare de 3 secretari de stat și un prefect. PUNR deținea temporar, începând din 1994, Ministerele Agriculturii, Justiției, al Transporturilor și al Telecomunicațiilor. Coaliția a luat ființă neoficial în 1992 și a funcționat în formula originară până la finele anului 1995, când s-a produs o ruptură între PRM și PDSR, după ce cele patru partide semnaseră la începutul anului 1995 un protocol oficial de colaborare.
Alianța a mai fost denumită uneori și Pentagonala roșie, incluzând și Partidul Democrat Agrar din România (PDAR), care sprijinea Guvernul Nicolae Văcăroiu în Senat. Totuși, PDAR-ul a trecut în opoziție în 1994.